# Derivação ventricular externa

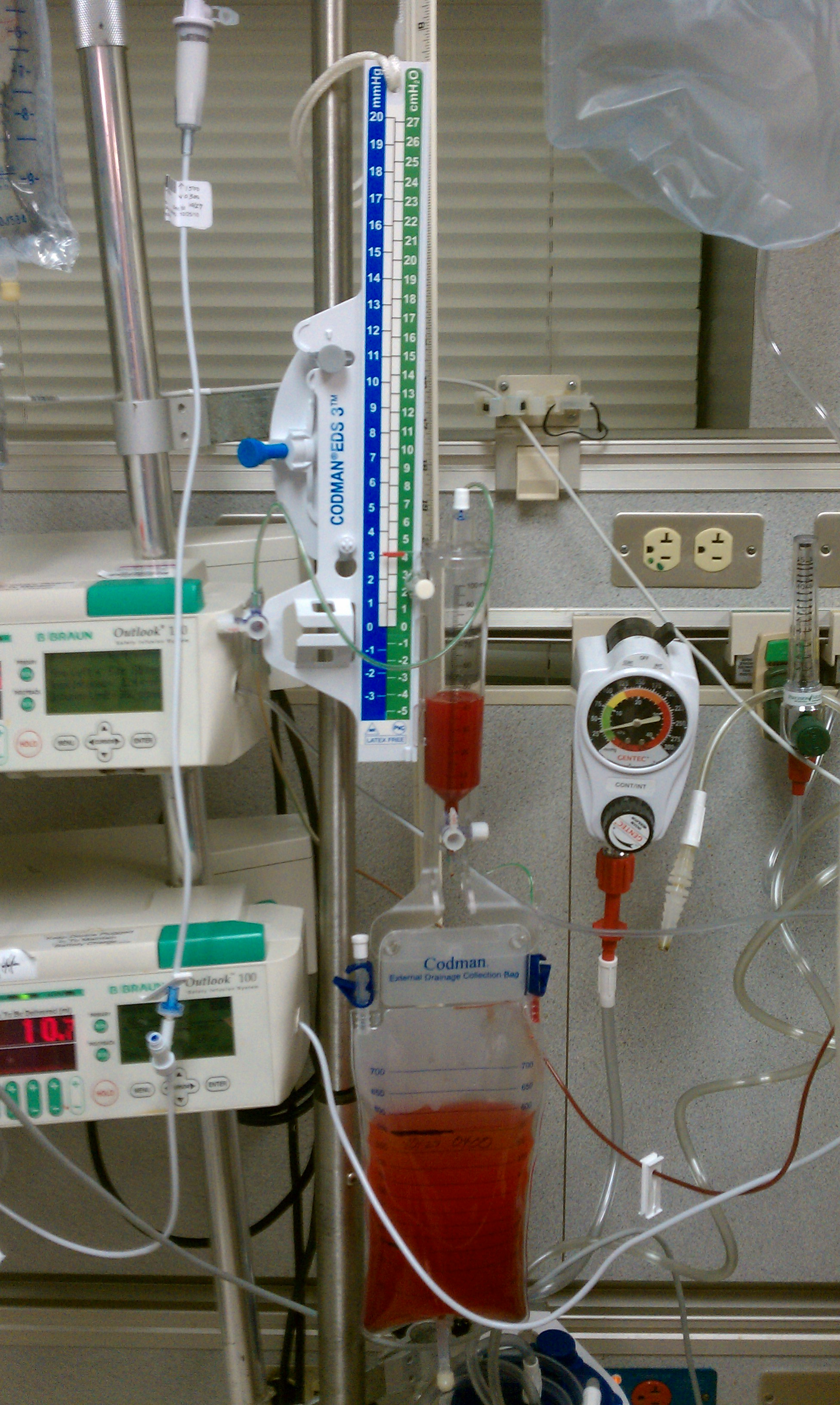
Sistema de drenagem em que se observa líquido cefalorraquidiano com sangue devido a uma hemorragia intracraniana

Uma derivação ventricular externa (DVE) ou dreno extraventricular é um dispositivo usado em neurocirurgia no tratamento de hidrocefalia e para aliviar a pressão intracraniana quando a circulação normal de líquido cefalorraquidiano no cérebro se encontra obstruída. O DVE é um cateter flexível em plástico aplicado por um neurocirurgião e gerido numa unidade de cuidados intensivos. A finalidade da derivação é desviar o líquido dos ventrículos do cérebro e permitir a monitorização da pressão intracraniana.